# Gustaf Elgenstierna
Gustaf Magnus Elgenstierna, född den 26 augusti 1871 på Klovsten i Västra Vingåkers socken i Södermanland, död den 21 mars 1948 på Lidingö, var en svensk posttjänsteman och genealog.

## Biografi
Gustaf Elgenstierna föddes som son till Carl Elgenstierna och Evelina Petersohn samt gifte sig 1908 med Clara Sandberg, dotter till postmästare Gustav Sandberg och Ida Stjerncreutz.
Elgenstierna blev student 1891, postexpeditör 1902, 1:e postexpeditör 1915 samt var kontrollör i Generalpoststyrelsen 1919–1937. Han var bokauktionskommissarie i Stockholm 1906–1911, ledamot av överstyrelsen för Svenska adelsförbundet 1924, korresponerande ledamot av Samfundet för dansk-norska Genealogiska och Personhistoriska förbundet 1924, ledamot av Genealogiska samfundet i Finland 1928, ledamot av Kungliga Samfundet för utgivande av handskrifter rörande Skandinaviens historia 1927 samt blev hedersledamot av Samfundet för danska Genealogiska och Personhistoriska förbundet 1937.
Elgenstierna är en av Sveriges mest namnkunniga släktforskare och utgivare av genealogiska och biografiska publikationer. Han utgav Köpings stads tjänstemän 1605–1905 (i serien "Skrifter utgifna af Personhistoriska Samfundet", 1907) och fler andra mindre skrifter och tidskriftsartiklar i Personhistorisk tidskrift. Han tog även initiativet till och var 1911–1944 redaktör för Svenska släktkalendern. Från 1938 till sin död var han redaktör för den av föreningen Riddarhuset utgivna adelskalendern.
Elgenstierna  blev riddare av Vasaorden 1929 och av Nordstjärneorden 1936. Han är begravd på Södra kyrkogården i Nora bergslagsförsamling.
Elgenstiernas namn är idag närmast synonymt med den utgåva av adelns ättartavlor han år 1925–1936 utgav: Den introducerade svenska adelns ättartavlor i 9 volymer.

## Utmärkelser
- Riddare av Vasaorden,  1929
- Riddare av 1. klass av Nordstjärneorden,  1936

[Redigera Wikidata]

### Fotnoter
1. 1 2 3 4 5 6  Gustaf Magnus Elgenstierna, Svenskt biografiskt lexikon, Svenskt Biografiskt Lexikon-ID: 15985, läs online.[källa från Wikidata]
2. 1 2 3 4  Sveriges dödbok, läst: 20 april 2018.[källa från Wikidata]
3. 1 2  Västra Vingåkers kyrkoarkiv, Födelse- och dopböcker, SE/ULA/11076/C/19 (1867-1878), bildid: F0003788_00119, födelse- och dopbok, s. no value, läs onlineläs online, läst: 20 april 2018.[källa från Wikidata]
4. ↑  Gravar.se, läs online, läst: 25 februari 2018.[källa från Wikidata]
5. 1 2  Svenskt porträttarkiv: TR3yO_GV8eAAAAAAAABHZQ, läst: 25 februari 2018.[källa från Wikidata]
6. 1 2  Leo van de Pas, Genealogics, 2003, läs online och läs online.[källa från Wikidata]
7. ↑  Vem är det : Svensk biografisk handbok 1939, P A Norstedt & Söners Förlag, Stockholm 1939 s. 211
8. ↑  Gravar.se